# Ugni
Pour les articles homonymes, voir Ugni (homonymie).
Genre
Classification phylogénétique
Ugni est un genre de plantes à fleurs de la famille des Myrtaceae. Il compte environ 10 espèces originaires de l'ouest de l'Amérique du Sud et d'Amérique centrale (Chili, Mexique).
Ce sont des arbustes à feuillage persistant pouvant atteindre de 1 à 5 m de hauteur.
Les feuilles ovales sont opposées, 1-4 cm de long et 0.2-2.5 cm de large, vert foncé brillant, avec un parfum épicé si écrasés.
Les fleurs sont tombantes, 1-2 cm de diamètre avec quatre ou cinq pétales blanc ou rose pâle et des étamines nombreux et courts.
Le fruit est une petite baie rouge ou pourpre de 1 cm de diamètre.
Le nom scientifique découle du nom Uñi donné par les Mapuches aux fruits de U. molinae. molinae. Le genre était auparavant souvent inclus dans les genres Myrtus ou Eugenia, il se distingue de ceux-ci par ses fleurs retombant et ses étamines plus courtes que les pétales.

## Utilisation
Le goyavier du Chili (Ugni molinae, syn. Myrtus ugni ou Eugenia ugni) est cultivé comme plante ornementale pour ses petites baies comestibles à la saveur de fraise. Certains "arômes de fraise» commerciaux sont fabriqués à partir de cette espèce.